# Manifest

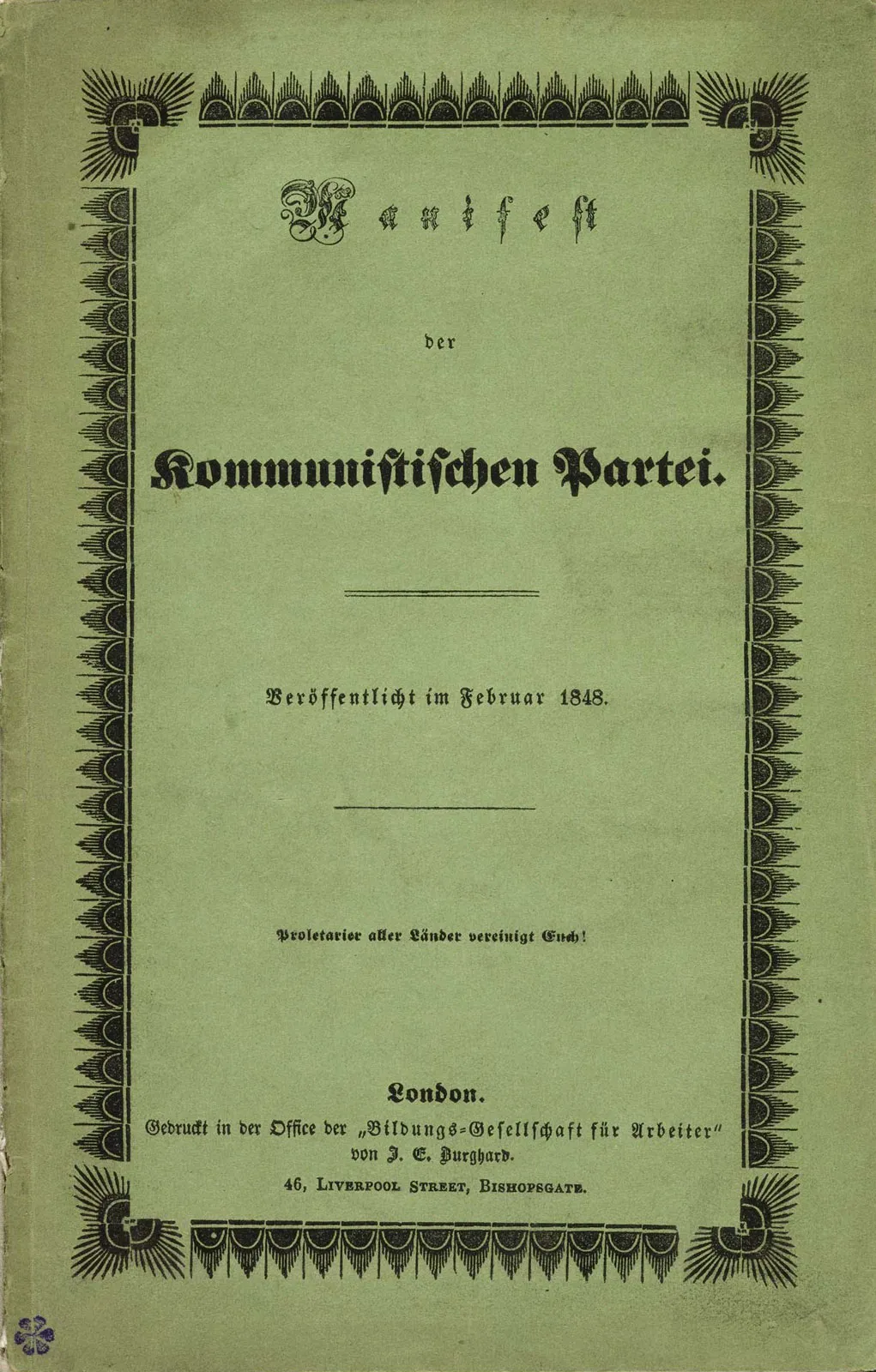
Communistisch manifest

Een manifest of handvest is een weergave van de stand- of uitgangspunten van een persoon of een groep. Vaak is het een beknopte, meestal puntsgewijze, uiteenzetting, soms ook langer.

## Beroemde manifesten
- Communistisch Manifest
- Oratio de hominis dignitate
- Het Surrealistisch Manifest van André Breton
- Les Nabis van Maurice Denis
- The Art of Noises van Luigi Russolo
- Dogma 95
- 95 stellingen van Maarten Luther
- Industrial Society and Its Future "Unabomber Manifest" van Theodore Kaczynski

## Beroemde handvesten
- Handvest der Verenigde Naties
- Noord-Atlantisch Handvest oftewel de NAVO